# 千代ヶ岡駅
千代ヶ岡駅（ちよがおかえき）は、北海道旭川市西神楽1線24号にある北海道旅客鉄道（JR北海道）富良野線の駅である。事務管理コードは▲121709。駅番号はF35。

## 歴史

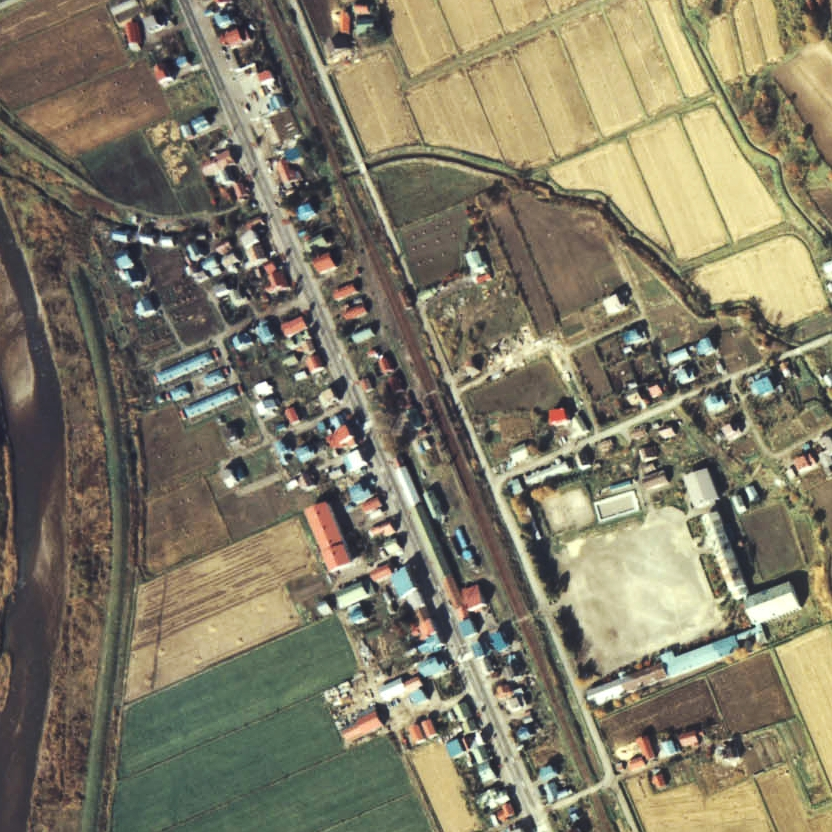
1977年の千代ヶ岡駅と周囲約500m範囲。下が富良野方面。側線は有していない。

- 1936年（昭和11年）9月10日：鉄道省富良野線美瑛駅 - 辺別駅（→西神楽駅）間に新設開業（一般駅）[3][4]。
- 1949年（昭和24年）6月1日：公共企業体である日本国有鉄道に移管。
- 1962年（昭和37年）11月1日：貨物の取扱いを廃止[1]。
- 1983年（昭和58年）9月1日：荷物扱い廃止[5]。駅員無配置駅となる[6]。
- 1987年（昭和62年）4月1日：国鉄分割民営化により、北海道旅客鉄道（JR北海道）の駅となる[1]。
- 2003年（平成15年）11月18日：富良野線を利用した旭川空港アクセスの本格実証実験が1週間行われ、当駅と空港間の無料連絡バスが列車ダイヤに合わせて運行される[注釈 1]。

### 駅名の由来
駅裏の高台一帯がかつて宮内省が管轄する御料地であり、民間に払い下げられた際に当地が千代に八千代に栄えることを願ってその一部を千代ヶ岡と名付けた。

## 駅構造
2面2線の相対式ホームをもつ地上駅。各ホームは構内踏切で連絡する。駅舎は富良野方に向かって右側に設置されている。

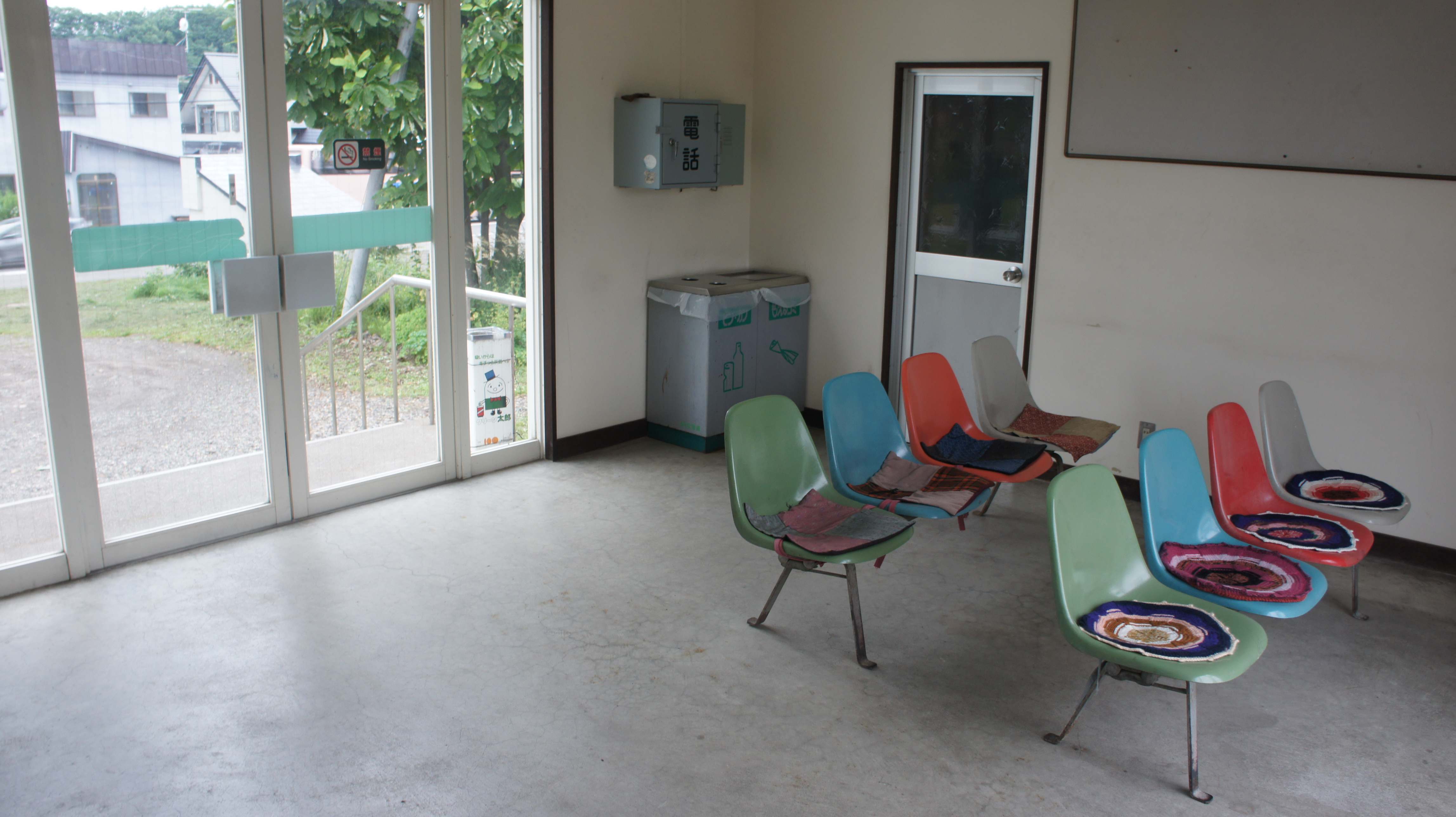
待合室（2017年7月）
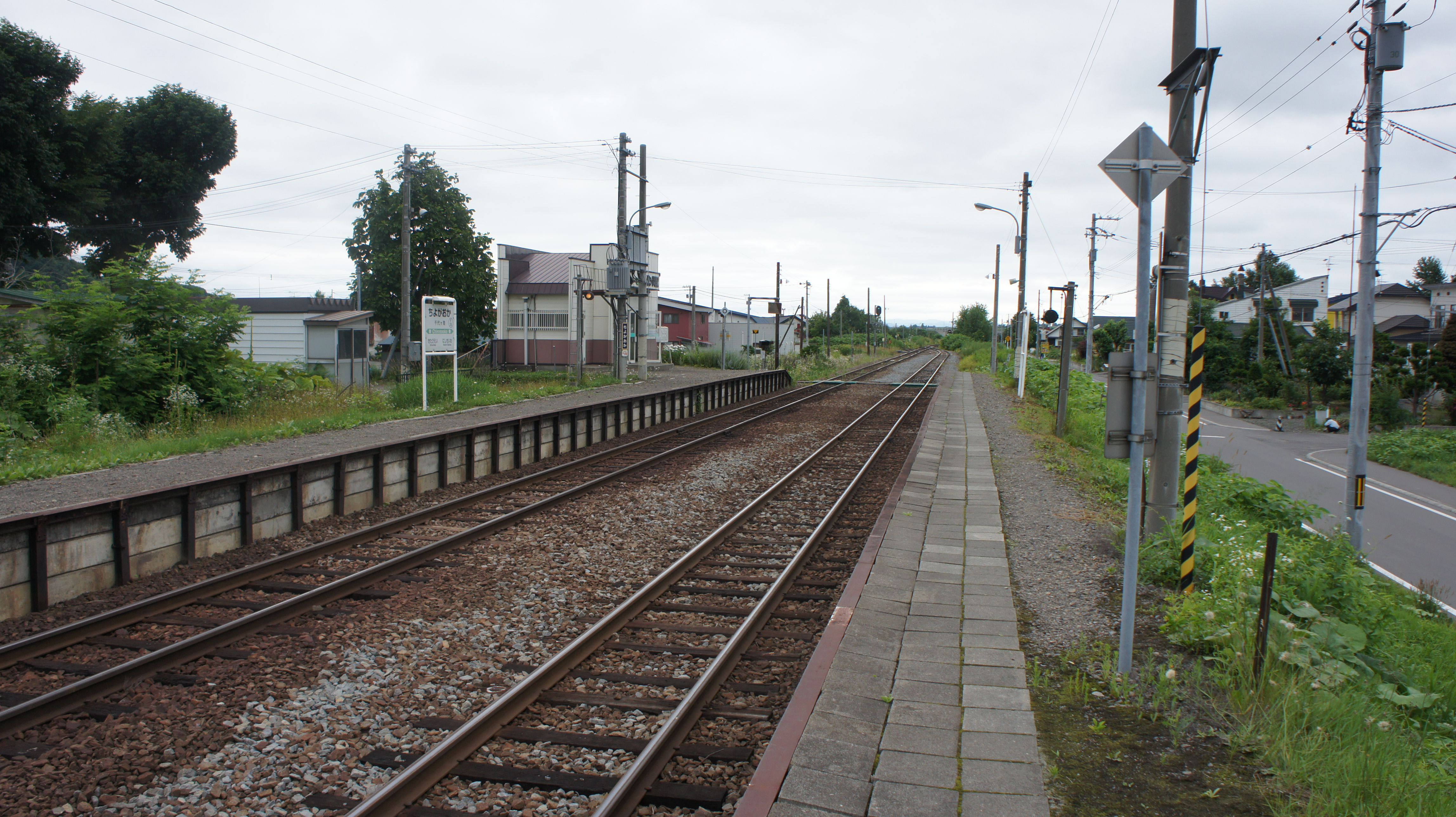
ホーム（2017年7月）
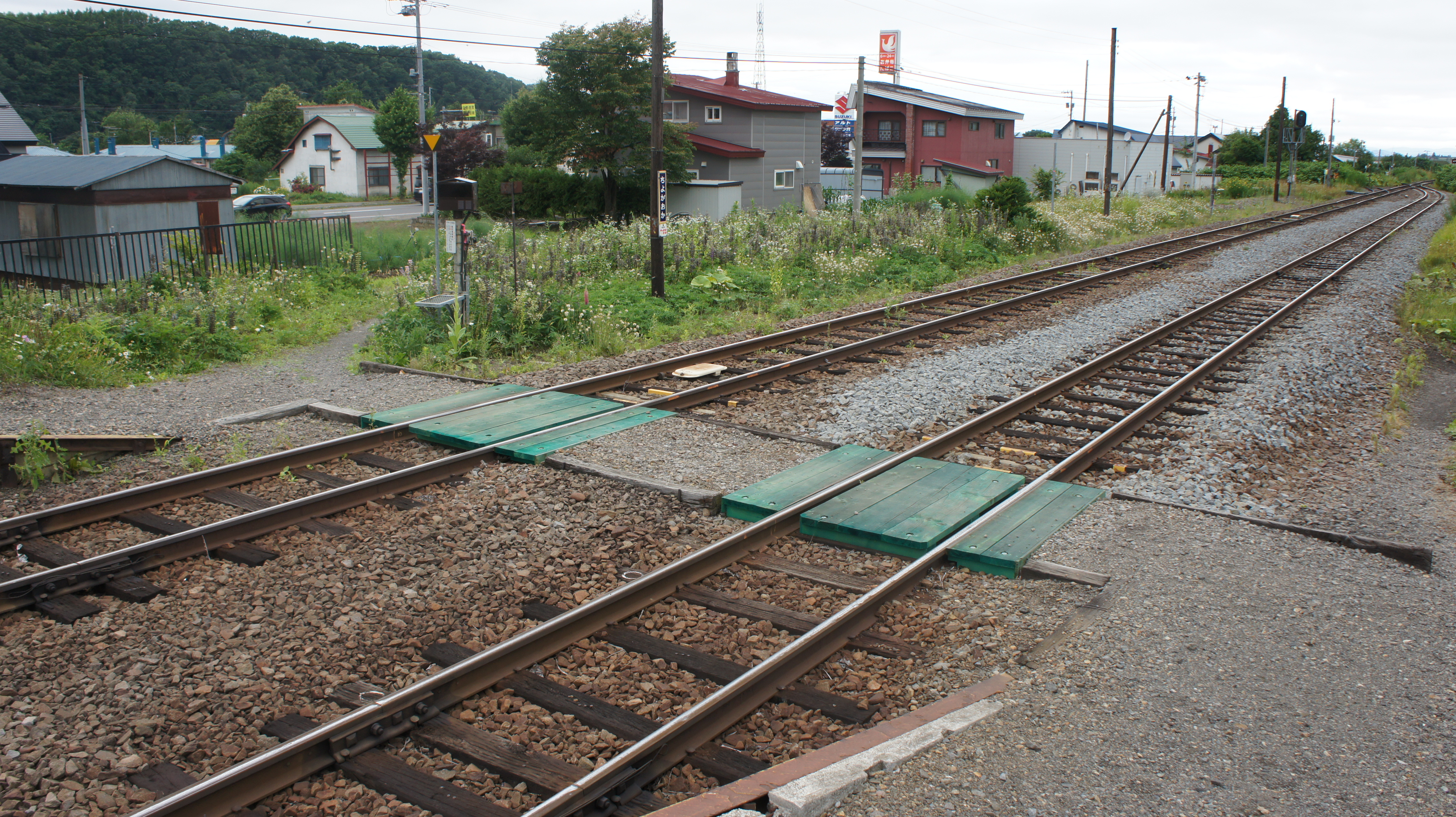
構内踏切（2017年7月）
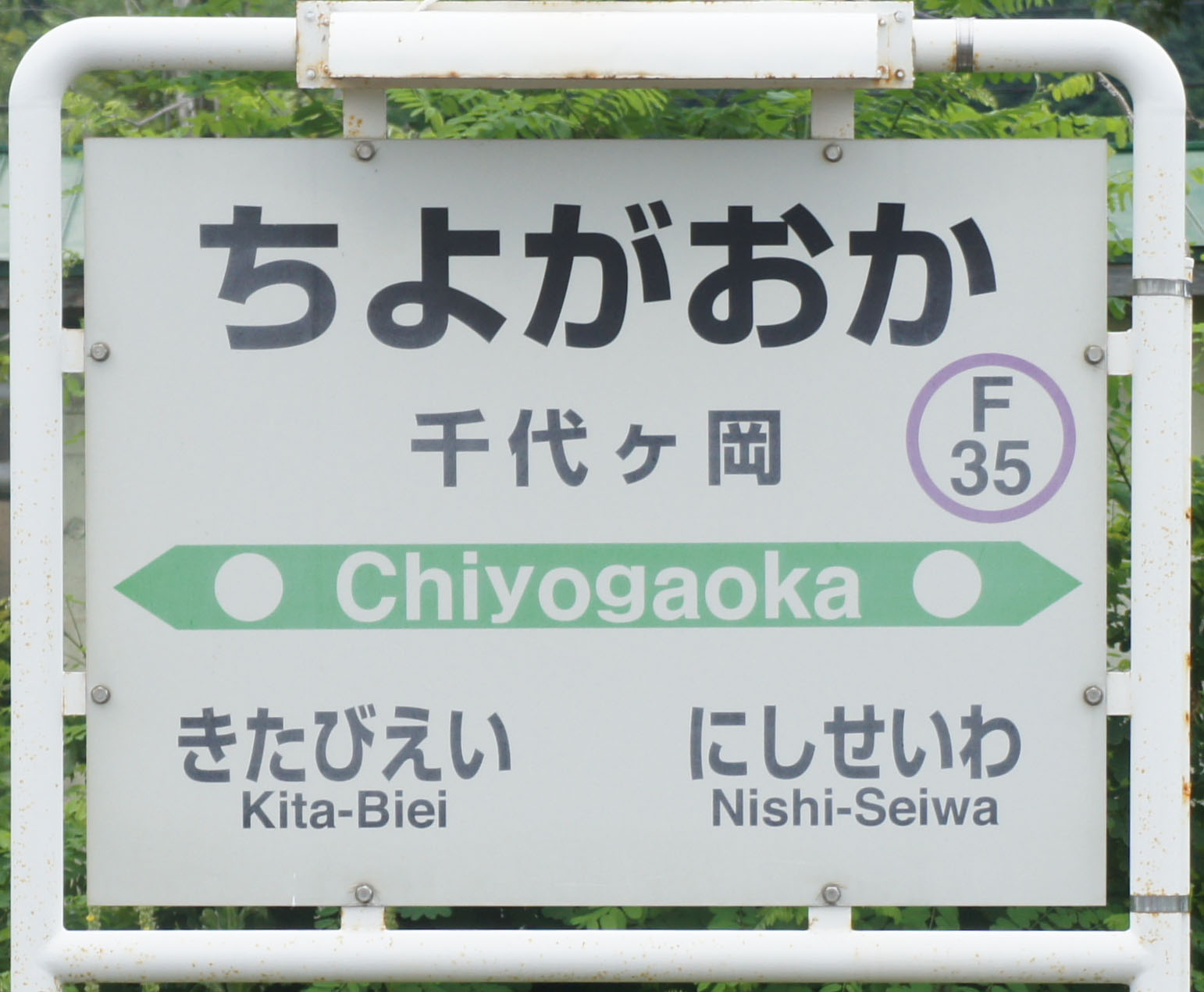
駅名標（2017年7月）

## 利用状況
乗車人員の推移は以下のとおり。年間の値のみ判明している年については、当該年度の日数で除した値を括弧書きで1日平均欄に示す。乗降人員のみが判明している場合は、1/2した値を括弧書きで記した。
また、「JR調査」については、当該の年度を最終年とする過去5年間の各調査日における平均である。
| 年度               | 乗車人員 | 乗車人員 | 乗車人員 | 出典       | 備考                 |
| 年度               | 年間     | 1日平均  | JR調査   | 出典       | 備考                 |
| ------------------ | -------- | -------- | -------- | ---------- | -------------------- |
| 1992年（平成04年） |          | (89.0)   |          | [ 8 ]      | 1日平均乗降客数178人 |
| 2016年（平成28年） |          |          | 35.4     | [ JR北 1 ] |                      |
| 2017年（平成29年） |          |          | 31.6     | [ JR北 2 ] |                      |
| 2018年（平成30年） |          |          | 27.0     | [ JR北 3 ] |                      |
| 2019年（令和元年） |          |          | 26.2     | [ JR北 4 ] |                      |
| 2020年（令和02年） |          |          | 22.8     | [ JR北 5 ] |                      |
| 2021年（令和03年） |          |          | 21.0     | [ JR北 6 ] |                      |
| 2022年（令和04年） |          |          | 19.4     | [ JR北 7 ] |                      |
| 2023年（令和05年） |          |          | 20.6     | [ JR北 8 ] |                      |

## 駅周辺
小規模な市街地が道路沿いにある。商店等もある。
- 道北バス「千代ヶ岡駅前」停留所
- 国道237号
- 旭川東警察署千代ヶ岡駐在所
- 千代ヶ岡郵便局
- セイコーマート千代ヶ岡店
- ウッディ王国
- 旭川空港（約4km）

## 隣の駅
北海道旅客鉄道（JR北海道）
■富良野線
西神楽駅 (F33) - *西聖和駅 (F34) - 千代ヶ岡駅 (F35) - *北美瑛駅 (F36) - 美瑛駅 (F37)
*:一部の上り列車は北美瑛駅と西聖和駅を通過する。